# Тюрингенский кролик
Тюрингенский кролик — порода кроликов, популярная среди кролиководов-любителей.

## История
В 1900 году выведена в Германии.

## Описание

### Конституция
Тело сжато по длине, цилиндрической формы; уши мясистые длиной 11,5-12,0 см.
Средняя живая масса кроликов — 3,5 кг.

### Мех, шкурка
Волосяной покров густой, длиной 3 см; цвет от жёлто-коричневого до жёлто-красного. Концы остевых волос тёмно-коричневые, создают нежную вуаль. Обводки вокруг глаз; уши, обрамление нижней челюсти, полосы на боках, живот, внутренняя часть лап, низ хвоста цвета сажи.